# Interkom Kom Ind (album)
Interkom Kom Ind – trzeci studyjny album duńskiego zespołu Nephew, wydany w 2006 roku przez wytwórnię Copenhagen Records.

## Lista utworów[1]
1. „Igen & Igen &” – 4:35
2. „Mexico Ligger i Spanien” – 4:53
3. „Cigaret Kid” – 4:19
4. „Taxa Triumf” – 4:25
5. „Science Fiction & Familien” – 4:03
6. „Hvidt på Sort” – 4:41
7. „Hospital” – 3:39
8. „Læsterlige Klø” – 3:53
9. „First Blood Harddisk” – 5:14
10. „Sway” – 3:16
11. „T-kryds” – 4:21

## Twórcy[1]
- Simon Kvamm – śpiew, klawisze
- Kristian Riis – gitara, chór
- Kasper Toustrup – gitara basowa, chór
- Søren Arnholt – perkusja, chór